# Anhangabahuia analis
Anhangabahuia analis là một loài ruồi trong họ Tachinidae.